# 19 (ban nhạc)
19 là một bộ đôi nhạc pop/dân ca Nhật Bản. Các thành viên của ban nhạc là Kenji Okahira và Keigo Iwase. Nhóm tan rã vào tháng 3 năm 2002. Kenji hiện là thành viên của nhóm nhạc 3B LAB. ☆.

## Danh sách đĩa nhạc

### Đĩa đơn
- 'Ano Ao wo Koete' (21 tháng 11 năm 1998)
- 'Ano Kamihikoki Kumori-zora Watte' (20 tháng 3 năm 1999)
- 'Subete he ' (21 tháng 10 năm 1999)
- 'Hate no nai Michi' (21 tháng 4 năm 2000)
- 'Sui Riku Sora, Mugendai' (5 tháng 6 năm 2000)
- 'Haikei Roman' (29 tháng 11 năm 2000)
- 'Ashiato' (25 tháng 4 năm 2001)
- 'Taisetsuna Hito' (22 tháng 8 năm 2001)
- 'Tanpopo' (21 tháng 3 năm 2002)

### Album
- Ongaku (23 tháng 7 năm 1999)
- Mugendai (26 tháng 7 năm 2000)
- up to you (27 tháng 9 năm 2001)
- 19 BEST Haru (27 tháng 4 năm 2002)
- 19 BEST Ao (27 tháng 4 năm 2002)
- 19 BEST LIVE Audio use only (24 tháng 7 năm 2002)

### Video
- Seireki Zenshin 2000nen "Daibakusin Eizo!" (23 tháng 3 năm 2000)
- 19 LAST LIVE TV use only (24 tháng 7 năm 2002)
- 19 VIDEO CLIPS 1>9 (21 tháng 8 năm 2002)

### DVD
- Seireki Zenshin 2000nen "Daibakushin Eizo!" (6 tháng 12 năm 2000)
- 19 LAST LIVE TV use only (24 tháng 7 năm 2002)
- 19 VIDEO CLIPS 1>9 (21 tháng 8 năm 2002)